# Tergnier (tổng)
Tổng Tergnier là một tổng ở tỉnh Aisne trong vùng Hauts-de-France.

## Địa lý
Tổng này được tổ chức xung quanh Tergnier thuộc quận Laon. Độ cao thay đổi từ 44 m (Tergnier) đến 91 m (Liez) với độ cao trung bình 55 m.

## Hành chính
| Giai đoạn | Ủy viên        | Đảng | Tư cách |
| --------- | -------------- | ---- | ------- |
| 2008-2014 | Michel Carreau | PCF  |         |
| 2001-2008 | Michel Carreau | PCF  |         |

## Các đơn vị cấp dưới
Tổng Tergnier gồm 4 xã với dân số là 18 835 người (điều tra năm 1999, dân số không tính trùng)
| Xã        | Dân số | Mã bưu chính | Mã insee |
| --------- | ------ | ------------ | -------- |
| Beautor   | 2 977  | 2800         | 02059    |
| Liez      | 443    | 2700         | 02431    |
| Mennessis | 346    | 2700         | 02474    |
| Tergnier  | 15 069 | 2700         | 02738    |

## Biến động dân số
| 1962                                                     | 1968   | 1975   | 1982   | 1990   | 1999   |
| -------------------------------------------------------- | ------ | ------ | ------ | ------ | ------ |
| 20 018                                                   | 20 867 | 19 769 | 19 676 | 18 888 | 18 835 |
| Nombre retenu à partir de 1962 : dân số không tính trùng |        |        |        |        |        |